# Clémentine Touré
Clémentine Natogoman Touré est une footballeuse internationale ivoirienne, reconvertie entraîneuse, née le 21 mars 1977 à Ferkessédougou en Côte d'Ivoire. Elle entraîne l'équipe féminine de la Guinée équatoriale en 2008, puis l'équipe féminine de la Côte d'Ivoire à compter de 2010.
Clémentine Touré est instructrice permanente à la FIFA, avec pour rôle et objectif principal de développer le football féminin africain.

## Biographie
Clémentine Touré est née en 1977 d'un père joueur professionnel en Côte d’Ivoire. Ses frères et sœurs sont également passionnés. Elle devient à son tour joueuse professionnelle, et une internationale avec 26 sélections en équipe de Côte d'Ivoire entre 1995 et 2002, tout en inscrivant 22 buts. Au cours de sa carrière en club, elle joue en Côte d'Ivoire et au Ghana.
Elle se reconvertit ensuite en devenant entraîneur, comme son père mais peine à accéder à la formation : « Personne ne voulait de moi » indique-t-elle. « En présentant mon dossier pour participer à un stage, on m’a refusé en m’expliquant que c’était réservé aux hommes. Le jour du stage, je suis revenue et j’ai dit à l’instructeur : “Je veux et je vais réussir !” Il m’a accepté et j’ai tout fait pour être la meilleure ». 
Professeur certifié d'éducation physique et sportive à la Direction des sports de haut niveau au ministère des sports ivoirien, Clémentine Touré devient, cette manière, titulaire d'une licence A-Caf, soit le plus haut grade qu'un entraîneur puisse obtenir en Côte d'Ivoire. Elle obtient cette licence au Centre technique national de football de Bingerville.
Ainsi diplômée pour ce nouveau parcours professionnel, elle entraîne dans un premier temps le club ivoirien des Amazones de Koumassi. Sa nomination à la tête de l'équipe ivoirienne est envisagée en 2006 mais n'aboutit pas : « La presse et l’opinion m’ont immédiatement rejetée. J’étais soi disant trop jeune, inexpérimentée… En fait, j’étais une femme ! ». Quelques mois plus tard, elle est retenue pour entraîner l'équipe équatoguinéenne d’Aguilas Verdes. 

## Carrière
À la suite d'un succès en championnat, elle est promue ensuite à la tête de la sélection de la Guinée équatoriale. Cette équipe remporte le Championnat d'Afrique féminin de 2008 alors que l'équipe féminine de Côte d’Ivoire ne sort pas des qualifications cette année là. 
Elle devient l'entraîneuse de l'équipe nationale ivoirienne qui réussit à franchir les qualifications sous sa houlette et participe à sa première compétition continentale en 2012, décrochant une inattendue troisième place qualifiante pour la Coupe du monde féminine de football. Elle dirige ensuite l'équipe de Côte d'Ivoire lors de la Coupe du monde 2015 organisée au Canada.
En 2022, elle est nommée à la Commission Technique du Développement du Football Africain par le Président de la Confédération Africaine de football (CAF), Patrice Motsepe.

## Palmarès

### En tant qu'entraîneuse
- 2008 : Vainqueur du championnat d'Afrique avec l'équipe de Guinée équatoriale
- 2014 : Troisième du championnat d'Afrique avec l'équipe de Côte d'Ivoire